# Pruska
Pruska – wieś w Polsce położona w województwie podlaskim, w powiecie augustowskim, w gminie Bargłów Kościelny.
W latach 1921-1928 wieś była siedzibą gminy Pruska, po drugiej wojnie światowej aż do 1954 roku  gminy Pruska. Następnie należała do gromady Tajno Stare, w latach 1961-1972 była siedzibą gromady Pruska. W latach 1975–1998 miejscowość administracyjnie należała do województwa suwalskiego.